# Ў
Cette page contient des caractères spéciaux ou non latins. S’ils s’affichent mal (▯, ?, etc.), consultez la page d’aide Unicode.
Ne doit pas être avec la lettre latine Y bref ‹ Y̆ y̆ ›.
Ou court (capitale Ў, minuscule ў) est une lettre de l’alphabet cyrillique. Il s’agit d’un Ou (У) surmonté d’une brève. Elle est utilisée principalement en biélorusse, langue dans laquelle elle se prononce /ʊ̯/.

## Usage

### Biélorusse
En biélorusse, Ў est appelée у нескладовае u neskladovaje (« Ou non syllabique ») et représente le son /ʊ̯/. Elle ne peut pas être suivie par une voyelle : dans ce cas, elle est remplacée par В. Par exemple, востраў vostraŭ (« île ») donne вострава vostrava au génitif.
Son équivalent en alphabet latin biélorusse est ‹ ŭ ›.

### Langues non slaves
Ў est utilisée en doungane, où elle représente le son /u/, ainsi qu’en yupik de Sibérie où elle est prononcée /β/.
Cette lettre a également été employée pour écrire le son /w/ en karakalpak et /o/ en ouzbek. Aujourd’hui, ces deux langues s’écrivent avec l’alphabet latin ; Ў a été remplacée par ‹ w › en karakalpak et ‹ oʻ › en ouzbek.

## Représentations informatiques
Le ou bref peut être représenté par les caractères Unicode suivants :
- précomposé (cyrillique)

| formes    | représentations | chaînes de caractères | points de code | descriptions                        |
| --------- | --------------- | --------------------- | -------------- | ----------------------------------- |
| capitale  | Ў               | Ў                     | U+040E         | lettre majuscule cyrillique ou bref |
| minuscule | ў               | ў                     | U+045E         | lettre minuscule cyrillique ou bref |

- décomposé (signes diacritique, cyrillique)

| formes    | représentations | chaînes de caractères | points de code | descriptions                                     |
| --------- | --------------- | --------------------- | -------------- | ------------------------------------------------ |
| capitale  | Ў               | У◌̆                    | U+0423 U+0306  | lettre majuscule cyrillique ou diacritique brève |
| minuscule | ў               | у◌̆                    | U+0443 U+0306  | lettre minuscule cyrillique ou diacritique brève |